# Industriutställningen i Stockholm 1823

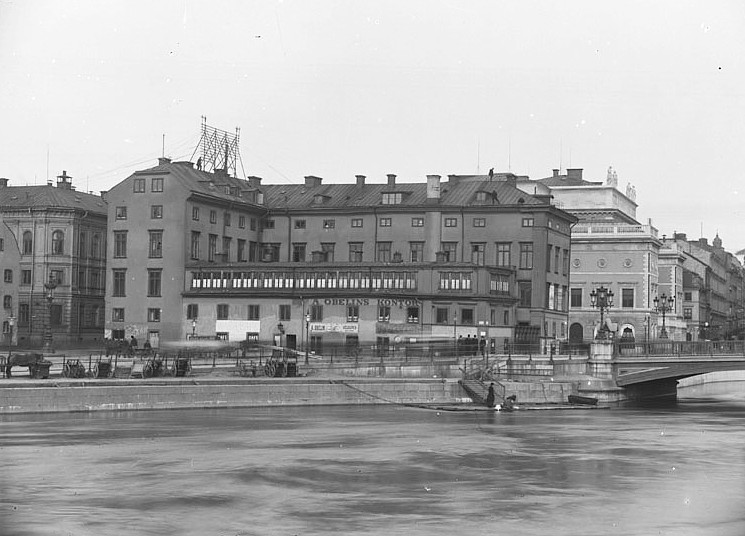
Keyserska huset, Rödbodtorget, 1896.

Industriutställningen i Stockholm 1823 (även kallad Exposition af Svenska Slöjdalster) var den första svenska industriutställningen, med Johan Westin den yngre som initiativtagare. Utställningen hölls i det numera rivna Keyserska huset.

## Historik
Johan Westin propagerade  1822 för en exposition ”utan statens mellankomst” medan staten genom Kungl. Maj:t svarade med att ge Kungliga lantbruksakademien i uppdra att ordna en utställning i akademiens nya lokaler vid dåvarande Rännarbanan (nuvarande Hötorget). Därav blev det inget och istället ordnades 1823 ”Exposition af Svenska Slöjdalster” i  Keyserska huset  vid Rödbodtorget i Stockholms innerstad. Tack vare brukspatronen Adolf Zethelius, som ensam hade åtagit sig hela organisationen, kunde utställningen genomföras. Det fanns 62 utställare som visade upp 436 föremål, bland annat slöjd, vävnader, musikinstrument, urmakeri, glas från Rejmyre, porslin från Rörstrand och ”tunga” produkter från Bergsunds mekaniska verkstad.